# Peugeot 203

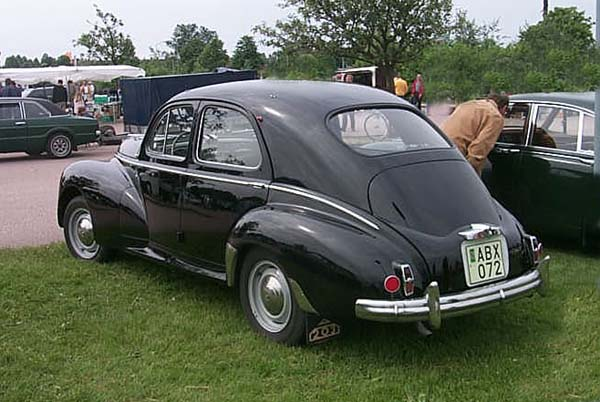
Peugeot 203 sedan (vista posterior).

El Peugeot 203 fou un automòbil produït pel fabricant francès Peugeot entre el 1948 i el 1960. El 203 va ser el primer model de Peugeot posterior a la Segona Guerra Mundial, i va ser l'únic model produït per Peugeot entre 1949 i 1954.

## Història, desenvolupament i disseny
El Peugeot 203 va ser desenvolupat en la postguerra europea i presentat en el Saló de l'Automòbil de París de 1948. Amb un concepte molt avantguardista inspirat en la línia dels models americans de l'època, es realitzava així l'aposta de Peugeot per a la recuperació de la marca. El 203 era una berlina de quatre portes que incorporava un motor de benzina de 1290 centímetres cúbics de cilindrada.
El 1954 es va realitzar una reestilizació del model, incorporant detalls importants com una lluneta posterior de grans dimensions, la re-ubicació dels escopidors i la situació dels pilots posteriors en les aletes. La característica més curiosa, no.
vetat mundial, era la disponibilitat de reclinar els respatllers davanters totalment i, mitjançant uns encaixos previs als coixins dels seients davanters, convertir-se en un llit de dues places.
En el terreny esportiu, el Ral·li de Monte Carlo, la Mille Miglia i altres competicions europees, van comptar amb la presència excel·lent dels Peugeot 203.
L'última unitat del 203 va sortir de la cadena de muntatge de Sochaux (França) el 26 de febrer de 1960. S'havien fabricat 685.828 unitats, de les quals 514.410 van ser berlines, que van deixar el record d'un vehicle robust i fiable. No va tenir successor directe. El seu substitut al mercat, el Peugeot 403 (que s'havia creat el 1956), era un automòbil de concepció diferent i d'una gamma superior, amb un motor de major cilindrada i potència i una carrosseria més àmplia i moderna.